# Nydala församling
Nydala församling var en församling i Växjö stift och Värnamo kommun. Församlingen uppgick 2013 i Nydala-Fryele församling. 
Församlingskyrka var Nydala kyrka.

## Administrativ historik
Församlingen har medeltida ursprung.
Församlingen utgjorde fram till 1279 ett eget pastorat, därefter var det till 1570 moderförsamling i pastoratet Nydala och Vrigstad. Från 6 januari 1570 till 1981 var den annexförsamling i pastoratet Vrigstad, Svenarum och Nydala som 1962 utökades med Hylletofta församling. Från 1981 till 2013 var församlingen annexförsamling i pastoratet Värnamo, Fryele och Nydala. Församlingen uppgick 2013 i Nydala-Fryele församling.

## Klockare, kantor och organister
| Ämbetstid | Namn              | Levnadstid | Övrigt                 |
| --------- | ----------------- | ---------- | ---------------------- |
| 1751-1753 | Sjöstrand         |            | Organist.              |
| 1753-1756 | Sjösten           |            | Organist och klockare. |
| 1757-1766 | Jonas Modig       |            | Organist och klockare. |
| 1768-1827 | Lars Sandberg     | 1744-      | Organist och klockare. |
| 1827-1870 | Andreas Frimanzon | 1795-      | Organist och klockare. |